# آكل النمل الحريري
آكل النمل الحريري (الاسم العلمي: Cyclopes) (بالإنجليزية: silky anteater)‏ هو جنس من الحيوانات يتبع فصيلة الناملات المصقلبة من رتبة الثدييات المشعرة.

## أنواع آكل النمل الحريري
- آكل النمل الصغير